# Macrazelota
Macrazelota is een geslacht van rechtvleugeligen uit de familie veldsprinkhanen (Acrididae). De wetenschappelijke naam van dit geslacht is voor het eerst geldig gepubliceerd in 1921 door Sjöstedt.

## Soorten
Het geslacht Macrazelota omvat de volgende soorten:
- Macrazelota cervina Walker, 1870
- Macrazelota flavipennis Sjöstedt, 1932